# Alzon (Gardon)
Der Alzon ist ein Fluss in Frankreich, der im Département Gard in der Region Okzitanien verläuft. Er entspringt im Gemeindegebiet von La Capelle-et-Masmolène, entwässert in einem Bogen von West nach Südost und mündet nach rund 24 Kilometern am östlichen Ortsrand von Collias als linker Nebenfluss in den Gardon.

## Orte am Fluss
- Masmolène, Gemeinde La Capelle-et-Masmolène
- Vallabrix
- Saint-Quentin-la-Poterie
- Uzès
- Les Férigouillères, Gemeinde Saint-Maximin
- Collias